# Ритро (гміна)
Гміна Ритро (пол. Gmina Rytro) — сільська гміна у південній Польщі. Належить до Новосондецького повіту Малопольського воєводства.
Станом на 31 грудня 2011 у гміні проживало 3813 осіб.

## Площа
Згідно з даними за 2007 рік площа гміни становила 41.92 км², у тому числі:
- орні землі: 22.00%
- ліси: 74.00%

Таким чином, площа гміни становить 2.70% площі повіту.

## Населення
Станом на 31 грудня 2011:
| Опис     | Загалом | Загалом | Чоловіки | Чоловіки | Жінки | Жінки |
| -------- | ------- | ------- | -------- | -------- | ----- | ----- |
| одиниця  | осіб    | %       | осіб     | %        | осіб  | %     |
| все      | 3813    | 100     | 1910     | 50.09    | 1903  | 49.91 |
| міське   | 0       | 100     | 0        |          | 0     |       |
| сільське | 3813    | 100     | 1910     | 50.09    | 1903  | 49.91 |

## Сусідні гміни
Гміна Ритро межує з такими гмінами: Навойова, Північна-Здруй, Старий Сонч, Щавниця.